# Манжигеев, Сергей Степанович
Серге́й Степа́нович Манжиге́ев (1935 — 2011) — российский бурятский композитор, Заслуженный деятель искусств России,  Заслуженный деятель искусств Бурятии.

## Биография
Сергей Манжигеев родился 6 февраля 1935 года в городе Улан-Удэ, Бурят-Монгольская АССР.
Свой путь в музыке Сергей начал в духовом оркестре в Доме пионеров. После средней школы он поступает в Улан-Удэнское музыкальное училище, где учится как кларнетист.
В 1962 окончил Уральскую государственную консерваторию имени М. П. Мусоргского в городе Свердловске. Там учился по классу композиции H. M. Хлопкова. Во время учёбы там Сергей Степанович начал сочинять музыкальные произведения как композитор. 
Вернувшись на родину, с 1962 по 1968 годы работал преподавателем в музыкальном училище в Улан-Удэ. В 1968 году был избран ответственным секретарём Союза композиторов Бурятской АССР.
Воспитал таких известных в республике и за её пределами композиторов как Юрий Ирдынеев, Виктор Усович, Лариса Санжиева, Екатерина Олерская. Все они были учениками Сергея Манжигеева по классу композиции. После выхода на пенсию он продолжал преподавать в родном музыкальном колледже.
Сергей Манжигеев ушёл из жизни после тяжёлой и продолжительной болезни 31 июля 2011 года.

## Творчество
Манжигеев написал немало симфонических произведений. Среди них — симфоническая поэма «Памяти героев», симфоническая увертюра «Дружба» и др. Его музыка отличается простотой, мелодичностью и выразительностью. 
Но самую большую славу ему принесло сочинение мелодий для песен, они с удовольствием исполняются бурятскими певцами и очень любимы в народе. Популярными стали песни «Шамхандаа» («К тебе») на стихи Ц.-Ж. Жимбиева, «Дэлхэй минии альган дээр» («Мир на моих ладонях») на стихи Ц.-Д. Дондоковой, «Яаралтай харгы» («Быстрая дорога») на стихи С. Ангабаева.
Сергей Манжигеев долгие годы сотрудничал с ансамблем песни и танца «Байкал». Для этого коллектива он написал такие танцевальные номера, как «Первопроходцы», «Танец баторов», «Цветок Байкала», «Танец кукол». Вместе с ансамблем он объездил едва ли не всю страну.
Благодаря творчеству Сергея Степановича Манжигеева любители музыки и танца за пределами родины получали представление о самобытной и красочной культуре Бурятии.

## Звания и награды
- Заслуженный деятель искусств Бурятии
- Заслуженный деятель искусств России (20 октября 1992) - за заслуги в области искусства
- Лауреат Государственной премии Бурятии

## Память
Распоряжением от 15 сентября 2020, подписанным мэром г. Улан-Удэ Игорем Шутенковым, Детской школе искусств №13, которая находится в микрорайоне Стеклозавод, присвоили имя композитора.